# 台湾土沉香
台湾土沉香（学名：Excoecaria formosana），也叫绿背桂花，为大戟科土沉香属下的一个种。其种加词“formosana”意为“台湾的”。